# Răng tiền hàm
Răng tiền hàm, hoặc bicuspids, là răng chuyển tiếp nằm giữa răng nanh và răng hàm. Ở người, có hai răng tiền hàm mỗi góc phần tư ở răng hàm mặt, làm cho tổng số 8 răng tiền hàm trong miệng..  Chúng có ít nhất hai chỏm. Răng tiền hàm có thể được coi là "răng quá độ" trong suốt quá trình nhai. Có đặc tính của cả răng nanh và răng hàm sau, khiến thức ăn có thể được chuyển từ răng nanh đến răng tiền hàm và cuối cùng tại răng hàm để nghiền, thay vì trực tiếp từ răng nanh đến răng hàm.
Răng tiền hàm ở người là răng tiền hàm trên đầu tiên, răng tiền hàm trên thứ hai, răng tiền hàm dưới đầu tiên và răng tiền hàm dưới thứ hai.
Luôn luôn có một chỏm má lớn, đặc biệt như vậy ở răng tiền hàm dưới đầu tiên. Răng tiền hàm thứ hai thấp hơn hầu như luôn luôn hiện diện với hai chỏm lưỡi.
Răng hàm theo định nghĩa là răng vĩnh viễn ngoại biên răng nanh, trước răng sữa.
Ở loài thú có nhau thai nguyên thủy có bốn răng tiền hàm mỗi góc phần tư. Hầu hết hai răng giữa đã bị mất ở tiểu bộ Khỉ mũi hẹp (khỉ cựu thế giới và khỉ không đuôi, kể cả con người). Cổ sinh vật học cho rằng răng tiền hàm con người như PM3 và PM4.